# 82361 Benitoloyola
82361 Benitoloyola este o planetă minoră (asteroid) din centura de asteroizi. A fost descoperită pe 23 iunie 2001 la Badlands Observatory⁠(d) de . 
Obiectul prezintă o orbită caracterizată de o semiaxă mare de 2,7728304567613 UAi, o excentricitate de 0,13596507825763, o înclinație de 12,833195993372 ° în raport cu ecliptica.